# Nagycenki Széchenyi Múzeumvasút
A Nagycenki Széchenyi Múzeumvasút egy keskeny nyomtávolságú vasút Magyarország nyugati határán, ami a Győr–Sopron-vasútvonal fertőbozi vasútállomását köti össze a nagycenki Széchenyi-kastéllyal. A pálya hossza 3,6 km, a nyomtávolság 760 mm.
Kisvasúti nap: Széchenyi István születésnapjához (szeptember 21.) legközelebb eső szombat

## A vasút története
A megszűnt hazai kisvasutak járműveinek megőrzése céljából a Győr–Sopron–Ebenfurti Vasút (GYSEV) a Közlekedési Múzeummal közösen hozta létre a Nagycenki Széchenyi Múzeumvasutat.
A vasútnak nincs történelmi elődje, részben a régi cukorgyárba vezető normál nyomtávú pályát építették át, részben újonnan lett fektetve. 1970. november 6-án adták át az első szakaszt, mely Fertőboztól Barátság állomásig vezetett (1200 m). A második ütemben készült el a Barátságot Nagycenkkel összekötő sínpár, melynek ünnepélyes átadására 1972. július 8-án került sor. Ekkor úttörővasútként lett üzembe helyezve és így működött a rendszerváltásig, ma már a múzeumvasutat a Győr–Sopron–Ebenfurti Vasút üzemelteti, de a szolgálatot ma is gyermekek látják el.
2011-ben a "Széchenyi faluja" projekt keretében, melyet Nagycenk önkormányzata EU-s pályázati pénzből finanszírozott, megújult a mozdonyskanzen. A GYSEV munkatársai ágyazatcserét végeztek a kiállított járművek alatt, amelyek ez után új festést is kaptak. E projekt keretében a skanzen melletti – H alakú MÁV-szabványú vasbeton kerítés helyett – egy új téglakerítés került felépítésre, a nagycenki kisvasúti téglaépület pedig egy új tetőszerkezetet kapott. 2018–19-ben a vonal és a járműállomány nagy része teljes felújításon esett át.

## Járműállomány
Kezdetben az „András” nevű (492-es sorozatú Balinkáról) gőzmozdonnyal, valamint a 394,023 és a 394,057 számú gőzmozdonyokkal (Szurdokpüspökiből) felváltva bonyolították a forgalmat, a kocsipark a gazdasági vasutakról megmentett különféle kocsikból áll. Tervben volt az SZGV M-4 dízel-elektromos mozdonyának üzembe helyezése is, felújítására azonban nem került sor. 2005-ben a Balatonfenyvesi Gazdasági Vasútról Nagycenkre került egy C-50 típusú (Kiscenk) dízelmozdony a gazdaságosabb és olcsóbb üzem érdekében. A 394,057 gőzmozdonyt 1998-ban a Szilvásváradi Erdei Vasútnak adták, a 394,023 gőzmozdony pedig 2005-ben a Nyírvidéki Kisvasútra került, ahonnan 2006. december 20-án Debrecenbe, a Zsuzsi Erdei Vasútra szállították. 2022-ben némileg modernizálva üzembe helyezték a korábban a Kecskeméti kisvasúton szolgált, és sokáig Fertőbozon, a fűtőházban jobb sorsra váró Dmot 953-as számú poggyász-motorkocsit. 
A vasút forgalomban lévő személykocsijai egykori kisvasutak, gazdasági vasutak felszámolásával kerültek Nagycenkre. Az országban egyedülálló módon csak itt közlekedik kisvasúti szerelvénybe besorozott kalauzkocsi. A személykocsik egy része GV-szabványok alapján épült nagyobb járműjavítókban, azonban előfordulnak olyan ritkaságok is, mint a villamoskocsikból átalakított keskenynyomközű személykocsik. A 22-es személykocsi valamikor a Budapest Közúti Vaspályatársaság villamos pótkocsija volt Budapesten. Sok átépítés után, több várost is megjárva került végül ide. A vasút első személyvagonjai a B 20 (ex MÁV B 52.003) és a Ba 40 (ex MÁV Ba 54.014) Kisújszállásról valamint a Ba 41 (ex MÁV Ba 54.015 Szilvásváradról. 1970 őszén további kocsik érkeztek Békéscsabáról: D 60 (ex MÁV D 603), B 21 (ex MÁV B 52.010), Ba 22 (ex MÁV B 204), Ba 42 (ex MÁV Ba 54.006)

## Állomások és megállóhelyek
- Fertőboz (GYSEV nagyállomás)
- Fertőboz-Múzeumvasút (mozdonyszínnel)
- Nádtelep mh.
- Barátság
- Sorompó mh.
- Kastély

A fertőbozi állomáson található fűtőház az egykori MÁV-szabványoknak megfelelően épült, egyszerre 4 mozdony karbantartására és tárolására alkalmas. Az állomás területén homlokrakodót is létesítettek, a kisvasúti járművek nagyvasúti kocsira történő rakodásának megkönnyítése végett. A szurdokpüspöki bányavidék megálló- és rakodó épületeinek mását állították fel Barátság állomáson és Nádtelep megállóhelyen, ezzel is az egykori gazdasági vasutak hangulatát próbálták meg visszahozni. A vonal jelentős műtárgya az Ikva-patak felett átívelő háromnyílású híd. A pálya mellett gyakran találkozhatunk a régmúlt időket idéző alakjelzőkkel, csapórudas sorompókkal, őrházakkal.

## Nevezetességek a vasút környékén
- Nagycenk: a Széchényi család állandó lakhelyévé vált birtoka, a Széchenyi-kastély.
- Fertőboz

## Galéria

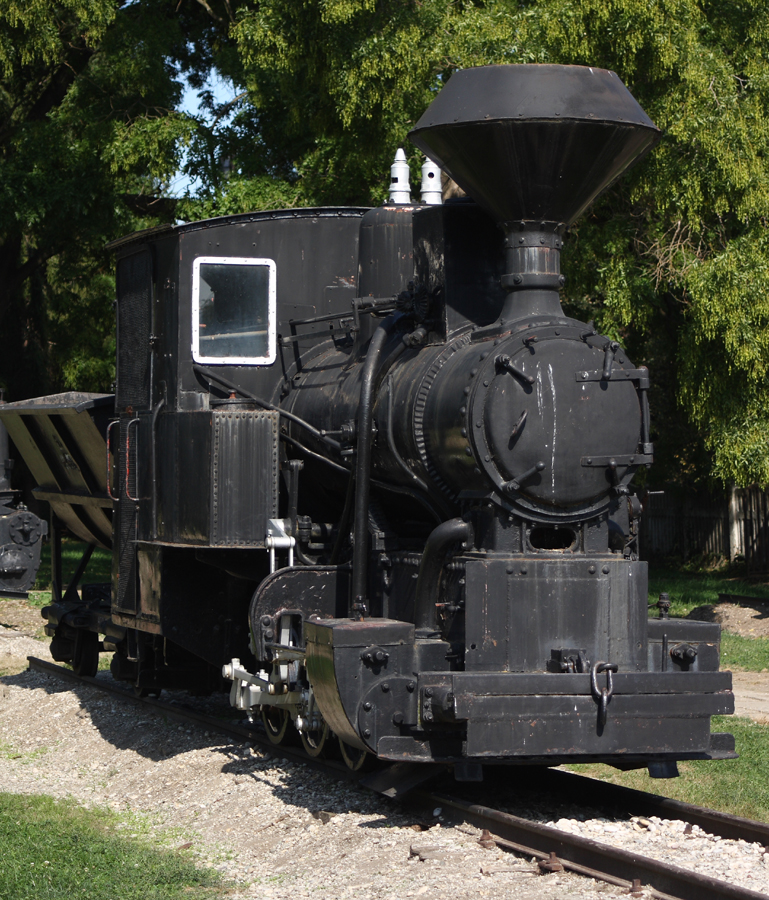
A kisvasúti múzeum gőzöse
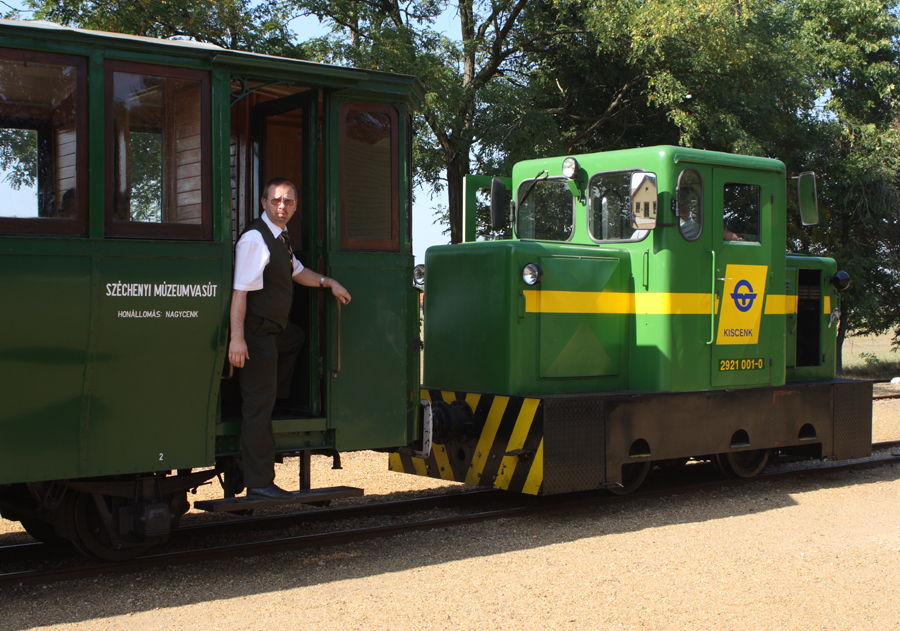
Szerelvény indul a cenki állomásról
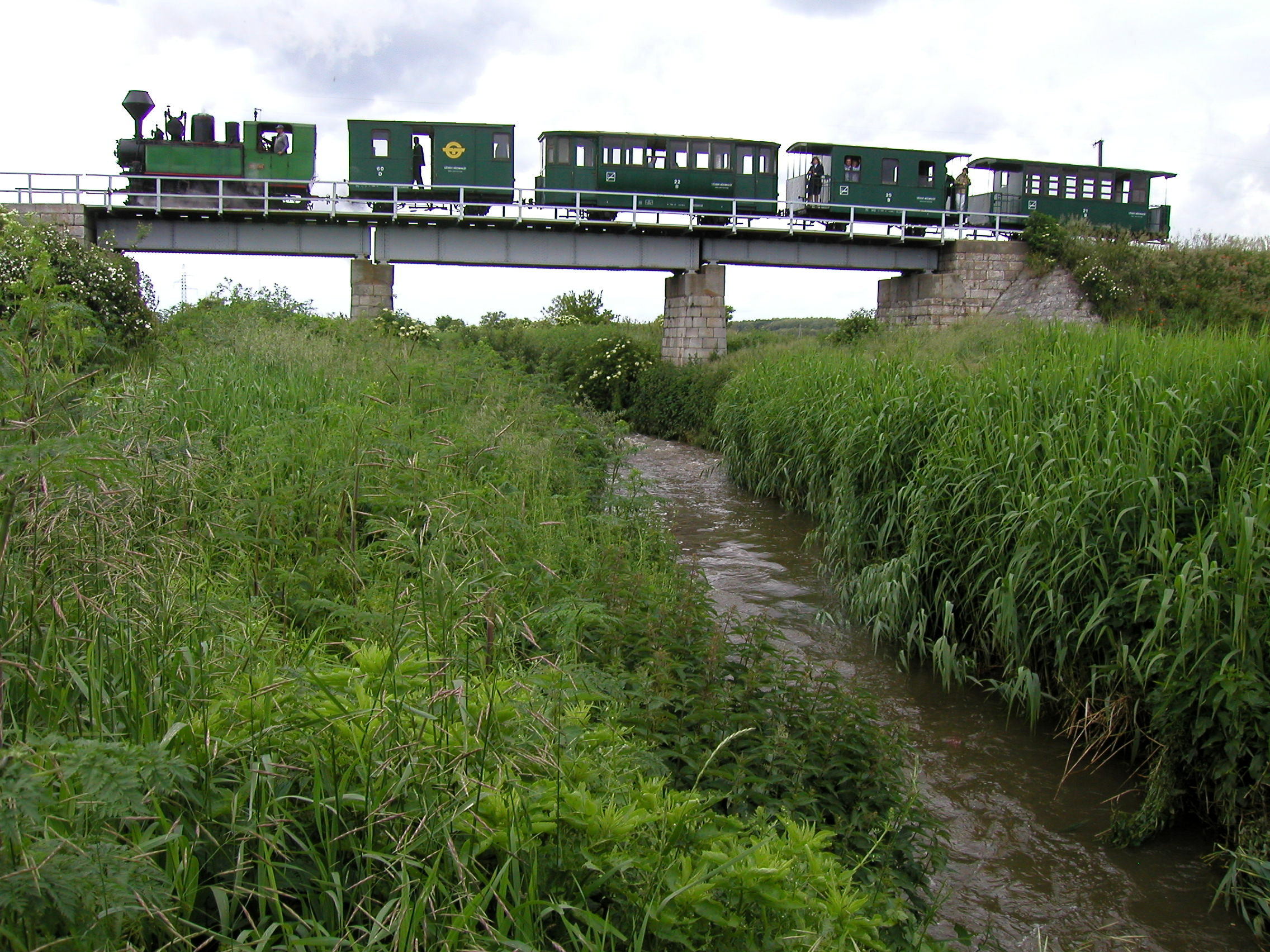
Híd az Ikva patak felett